# Марія Факселл
Марія Факселл, до шлюбу Камен (1678  — 1738 ) — шведка, яка, за легендою, відвернула напад норвезької армії на Швецію під час Північної війни.

## Життєпис
Марія Факселл була донькою Бенедикта Свеноніса Камена та Крістіни Карлберг і сестрою Ерланда Камена, який пізніше одержав дворянський титул. У 1695 році вона одружилася зі Свено Ерланді Факселлом (1661—1728), вікарієм парафії Кела у Вермланді на кордоні з Норвегією.
У 1710-х роках, під час війни між Швецією та Данією-Норвегією, загін норвезької армії порушив кордон із Швецією. Його помітили на фермі Gryttve біля церкви Köla у Вермланді. Вікарія не було, і серед парафіян спалахнула паніка. Факселл озброїла слуг і чоловіків, а також деяких жінок, розмістивши їх у стратегічному положенні навколо парафії. Вона сказала їм голосно кричати та галасувати, що є сили, стріляти та дзвонити в дзвони. Після такого прийому норвежці, згідно з місцевою легендою, злякалися, повіривши, що потрапили у засідку справжньої шведської армії. Тому швидко відступили.